# Villa Soragna

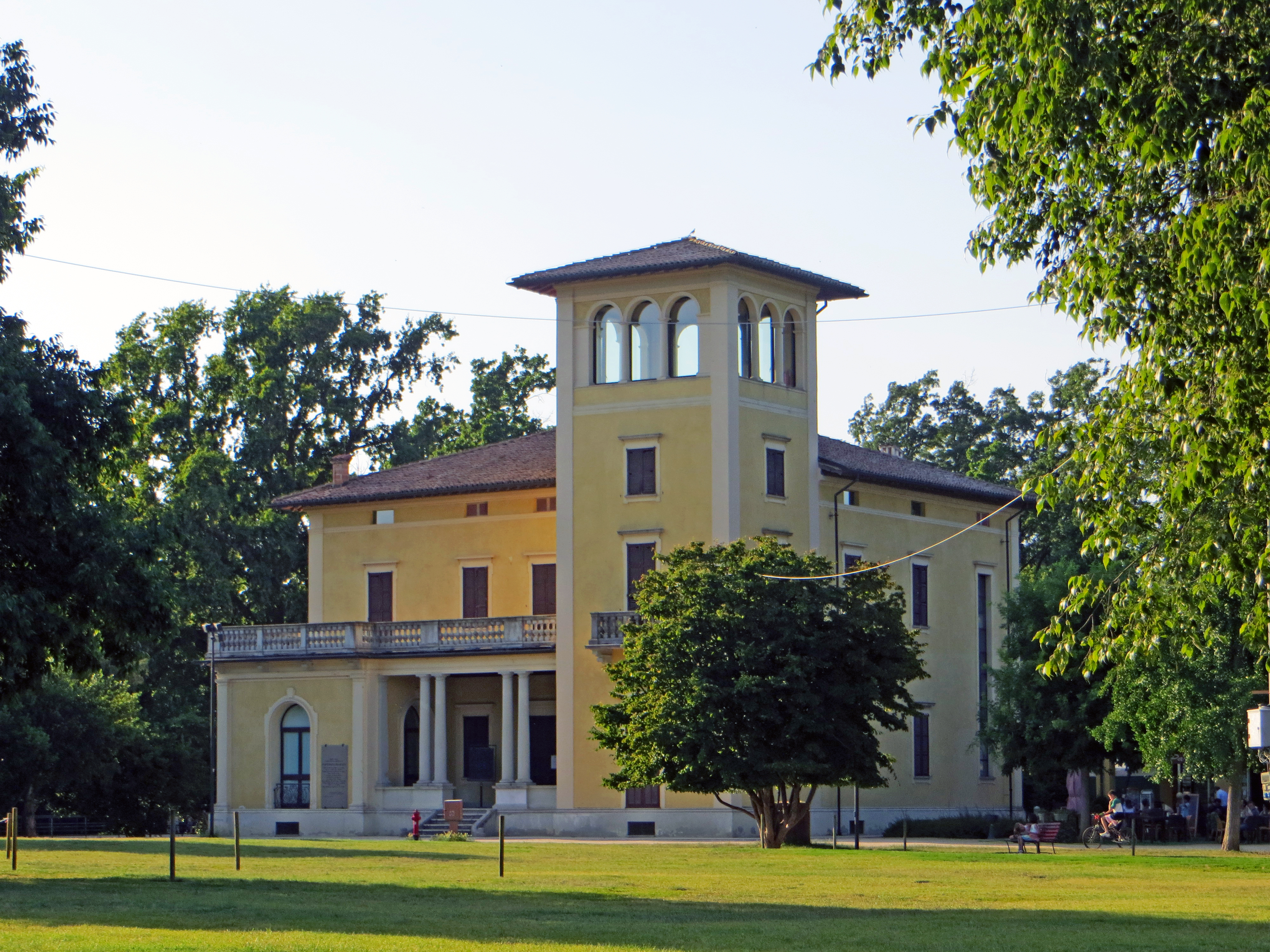
Villa Soragna in Collecchio

Die Villa Soragna, auch Villa Meli Lupi oder Villa Tarchioni genannt, ist ein klassizistisches Landhaus mit Jugendstilelementen im Inneren des Parco Nevicati. Es liegt in der Via Le Valli 2 in Collecchio in der italienischen Region Emilia-Romagna.

## Geschichte

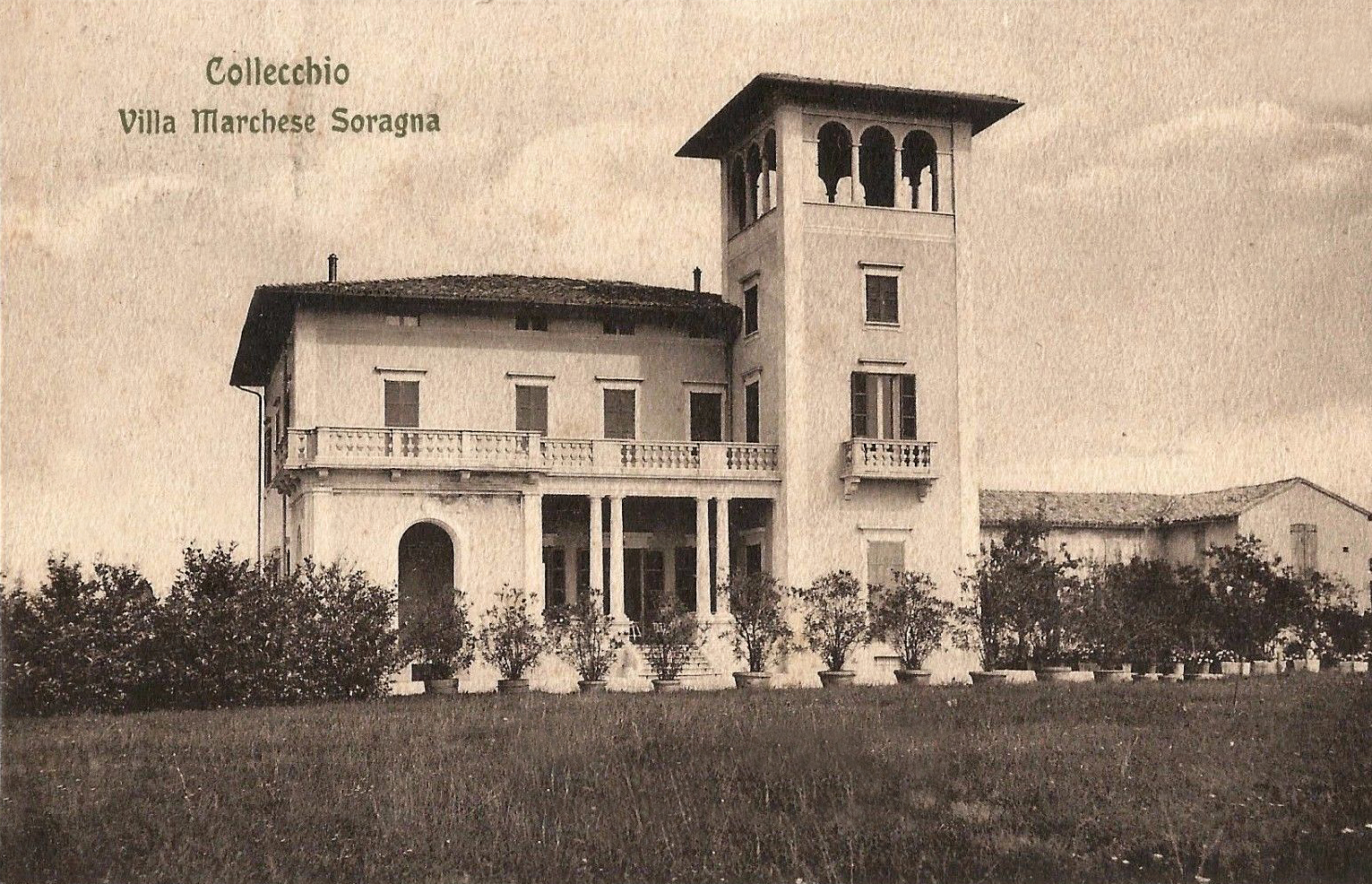
Die Villa 1912

Die Villa ließ die Familie Tarchioni Anfang des 19. Jahrhunderts auf den ersten Hügeln von Collecchio errichten, am Rande der großen Wälder der Herzöge von Parma, die heute Boschi di Carrega genannt werden.
1865 erbten die Violas das Gebäude und den angrenzenden Park. Im Jahre 1900 verkaufte die Familie das Anwesen an den Markgrafen Guido Maria Meli-Lupi aus Soragna, der das Landhaus umbauen ließ und den Auftrag hierfür vermutlich an den Architekten Antonio Citterio aus Mailand vergab.
Im Zweiten Weltkrieg war das Gebäude von deutschen Milizen besetzt und wurde bei Kriegsende wieder an die Familie Meli-Lupi zurückgegeben. Nach dem Tod des letzten Markgrafen 1963 wurde das Anwesen zum Verkauf angeboten und 1972 kaufte es die Gemeinde Collecchio, die dort eine Grundschule unterbrachte, während der Park der Öffentlichkeit zugänglich gemacht wurde; auf der Wiese vor dem Gebäude wurde das kommunale Schwimmbad errichtet.
1997, nach der Verlegung der Schule in ein anderes Gebäude, verfügte die Gemeindeverwaltung die Schließung und den Abriss des Schwimmbades und ließ gleichzeitig mit Restaurierungsarbeiten an dem Komplex beginnen. Im Jahr darauf wurde in der Villa das Kulturzentrum „Villa Soragna“ eingerichtet; ebenso wurden dort die Gemeindebibliothek und ein Teil der Gemeindebüros untergebracht, während de Park, der nach dem Antifaschisten Fortunato Nevicati benannt wurde, weiterhin öffentlich zugänglich blieb, bereichert durch Bars und geschlossene Räume für Tiere.

## Beschreibung

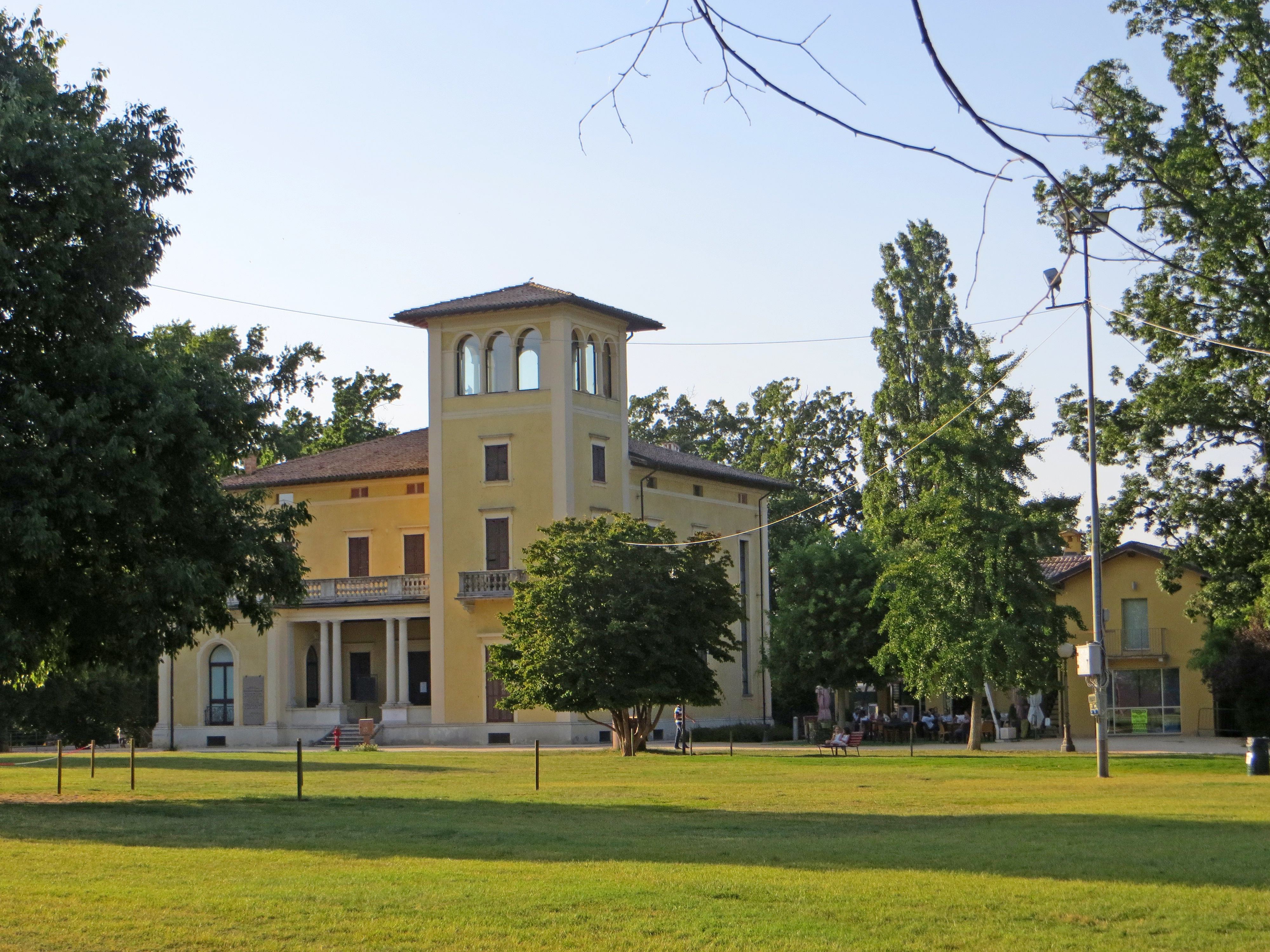
Landhaus mit Nebengebäuden

Der Park erstreckt sich an einem Hang am Rande des bewohnten Zentrums. In erhöhter Position liegt die Villa, die man über zwei Alleen von Süden und von Westen erreichen kann.

### Villa

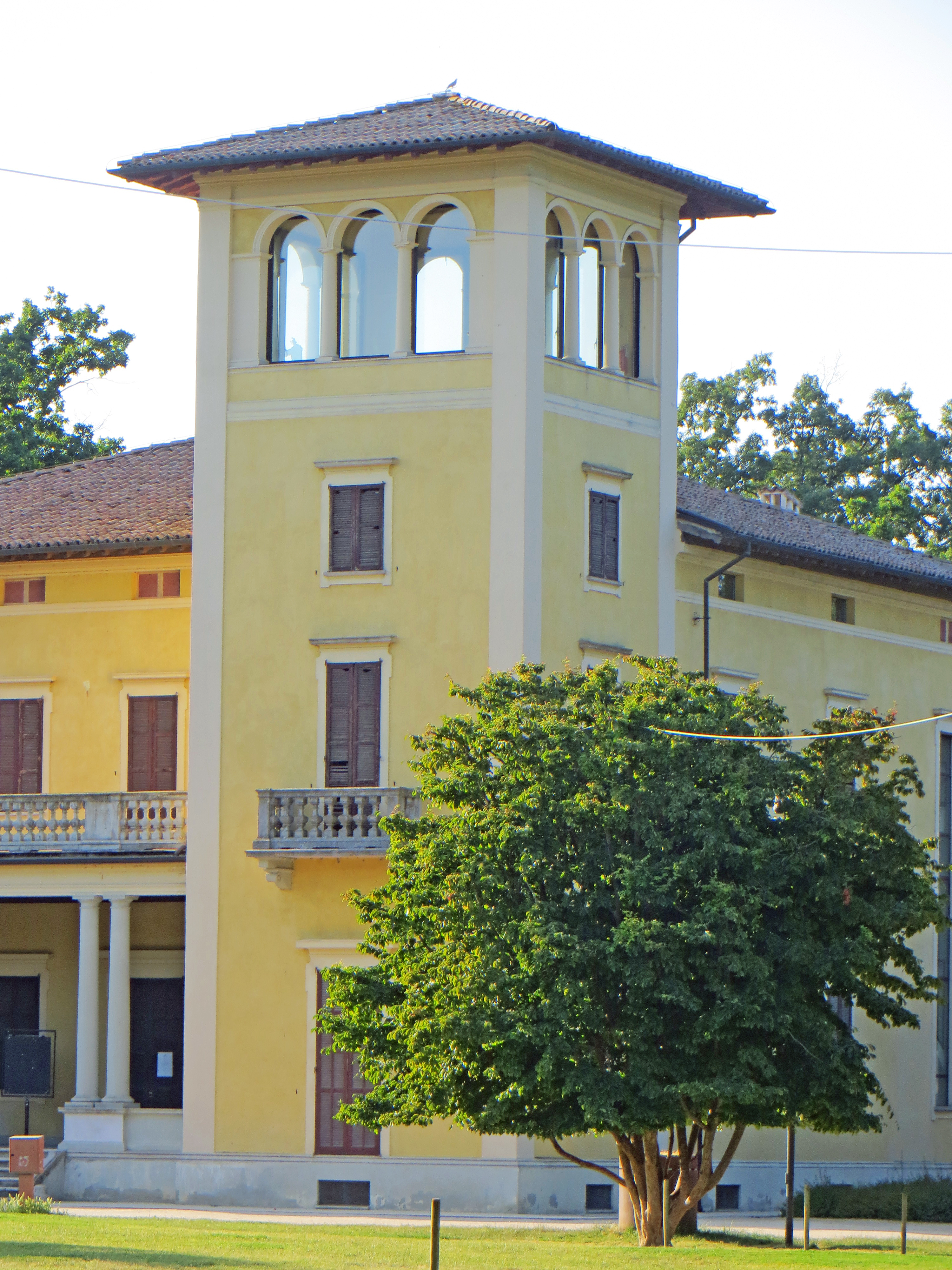
Turm

Das Landhaus hat einen rechteckigen Grundriss.
Vor der Hauptfassade liegt im Hochparterre ein asymmetrischer Vorbau, der eine Terrasse mit Balustrade trägt, an derer rechten Seite sich ein hoher Turm erhebt. In der Mitte liegt eine Loggia, gestützt durch zwei Paare toskanischer Säulen und erreichbar über eine in der Mitte angeordnete, elegante Treppe mit einigen Stufen. Auf der linken Seite kann man den leicht vorspringenden, einstöckigen Vorbau durch die Rundbogenfenstertüre in der Mitte mit einem Jugendstilrahmen und Lisenen an den Ecken erkennen. Die rechte Seite des Turms ist durch einen kleinen Balkon im ersten Obergeschoss und breite Dreifachfenster mit kleinen Säulen des panoramischen zweiten Obergeschosses gekennzeichnet, die sich auf vier Seiten öffnen.
Die Fassaden, die vollständig verputzt sind, sind durch Geschossgesimse und Rahmen um die Fenster bereichert, die durch unterschiedliche Farben hervorgehoben sind. Die symmetrische Rückfassade ist auch durch ein breites venezianisches Fenster in der Mitte des Hochparterres gekennzeichnet, das heute durch eine Verglasung verschlossen ist.
Im Inneren führt die Loggia zum zentralen Salon, der heute als Leseraum der Gemeindebibliothek dient. Der Raum zeigt Fresken, die die Wände und das Deckengewölbe vollständig bedecken und auf denen eine falsche Architektur mit korinthischen Säulen, Rahmen, Landschaftsgemälden, Nischen und einer mythologischen Szene ganz oben abgebildet ist.
In den oberen Geschossen gibt es Ausstellungssäle des Kulturzentrums, in den temporäre Ausstellungen von Skulpturen, Gemälden oder Fotografien abgehalten werden.

### Parco Nevicati

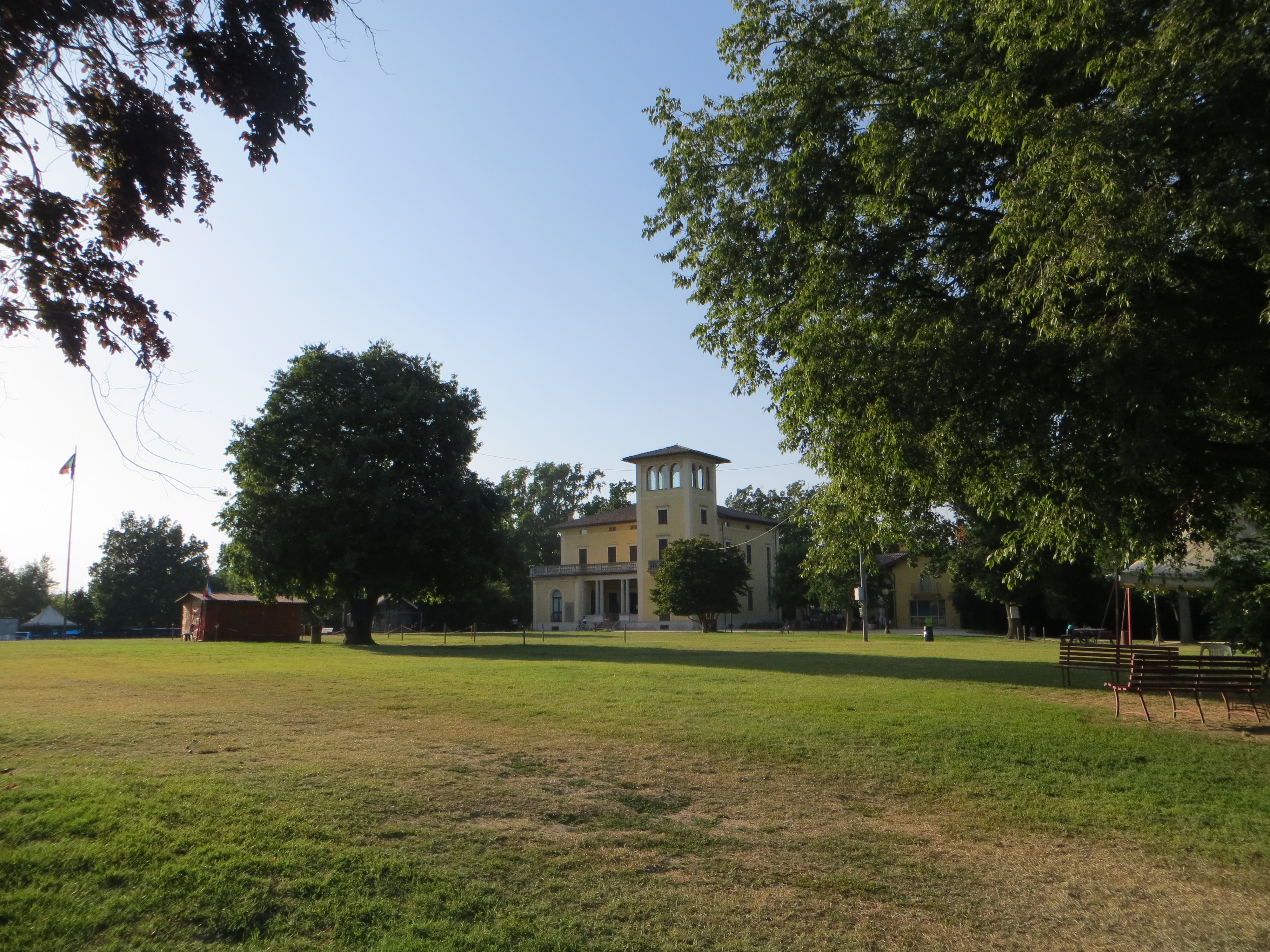
Park vor der Villa

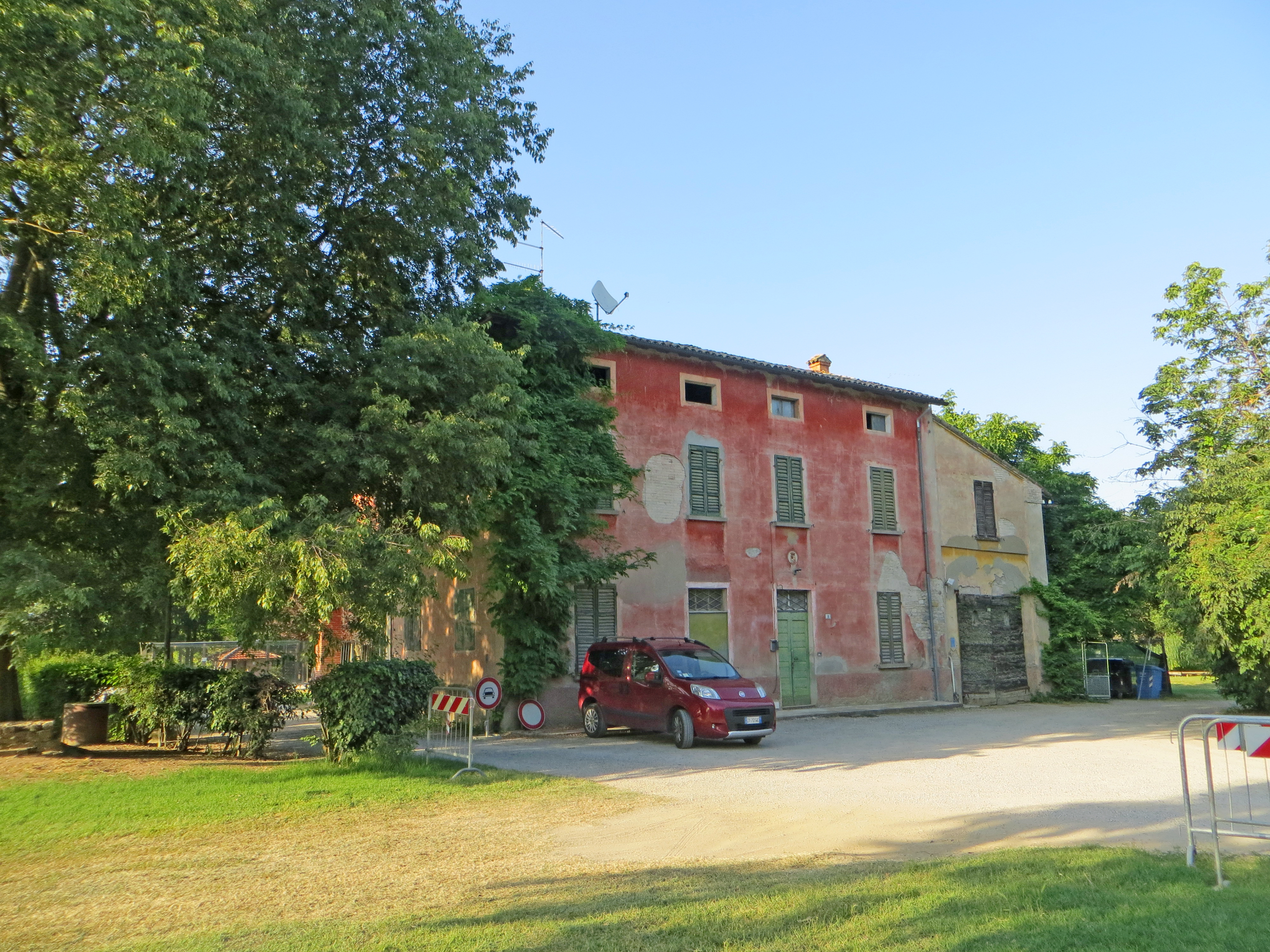
Landwirtschaftliche Gebäude im Park

Der weitläufige Park, der Anfang des 19. Jahrhunderts als englischer Landschaftsgarten des Landhauses angelegt wurde, erstreckt sich über eine unregelmäßig geformte Fläche, die durch die Via Le Valli im Süden und Westen und den Rio Manubiola im Norden und Osten begrenzt wird.
In der Mitte, angrenzend an die Villa Soragna, erhebt sich ein Gebäude, in dem heute eine Bar untergebracht ist, wogegen es im Südosten ein weiteres landwirtschaftliches Gebäude gibt, in dessen Nähe die Gehege für die Hoftiere liegen. Eine Kolonie von Zwergkaninchen kann sich dagegen frei im Park bewegen.
Zahlreiche Baumgruppen mit verschiedenen Baumarten, darunter auch hundertjährige Exemplare, bereichern die weite Grünfläche; sie sind vorwiegend entlang der Grenzen angeordnet, sodass sie einen Wald im nordöstlichen, stark ansteigenden Bereich bilden, während sich im mittleren Bereich drei große Rasenflächen befinden. Einige Wege führen durch den komplett eingezäunten Park und verbinden die Gebäude und die Spielplätze mit den drei Eingängen im Süden, Westen und Nordosten. Eine kleine Wasserfläche liegt schließlich in der Nähe des Waldes.